# RCN Televisión
Radio Cadena Nacional de Televisión de Colombia, meglio conosciuta come RCN Televisión o Canal RCN, è una rete televisiva colombiana.

## Storia
RCN Televisión nacque nel 1967 come una produttrice di programmi televisivi. Nel 1997 diventò una vera e propria rete televisiva, entrando in competizione con Caracol TV.

## Programmazione
La sua programmazione prevede telenovelas, notiziari, serie televisive, programmi per bambini e intrattenimento. Betty la fea è una telenovela di RCN Televisión che ebbe molto successo, infatti venne esportato in vari paesi e in alcuni vennero create delle versioni locali.